# Coelosphaera tunicata
Coelosphaera tunicata är en svampdjursart som först beskrevs av Schmidt 1870.  Coelosphaera tunicata ingår i släktet Coelosphaera och familjen Coelosphaeridae.
Artens utbredningsområde är Florida. Inga underarter finns listade i Catalogue of Life.